# Турнір газети «Советский спорт» 1977
Турнір газети «Советский спорт» 1977 — офіційне футбольне змагання, організоване московським часописом «Советский спорт» і Федерацією футболу СРСР навесні 1977 року. 
16 команд вищої ліги були розділені на чотири групи, переможці яких виходили у півфінал. Матчі турніру відбувалися під час «вікон» у чемпіонаті, зумовлених виступами національної збірної Союзу.

## Розіграш

### Груповий етап
- Група «А»: переможець — «Дніпро» (Дніпропетровськ)
- Група «Б»: переможець — «Локомотив» (Москва)
- Група «В»: переможець — «Динамо» (Тбілісі)
- Група «Г»: переможець — «Крилья Совєтов» (Куйбишев)

### Півфінал
- 12.05. «Крилья Совєтов» (Куйбишев) — «Дніпро» (Дніпропетровськ) — 0:0, по пен. 3:4
- 12.05. «Локомотив» (Москва) — «Динамо» (Тбілісі) — не відбувся (відмова тбілісців)

### Фінал
- «Локомотив» (Москва) — «Дніпро» (Дніпропетровськ) — 1:2 (0:1, 1:0, 0:1 у д.ч.)

16 травня 1977 року. Москва. Стадіон «Локомотив».
Арбітр Юшка (Вільнюс).
«Локомотив»: Валерій Самохін, Александров, Камзулін (Нодія Г., 68), Комаров (Овчинников, 46), Калайчев, Ряховський, Соловйов А., Даниленко (Козловських, 98), Петраков (Ештреков, 46), Авер’янов, Валерій Газзаєв. Тренер Волчок.
«Дніпро»: Леонід Колтун, Валентин Жуков, Валерій Шальнов, Анатолій Шелест (Сергій Скляр, 91), Микола Голіков, Віктор Маслов, Роман Шнейдерман, Микола Самойленко, Володимир Куцев, Петро Яковлєв, Сергій Малько. Тренер Віктор Каневський.
Голи: Ештреков (74) — Куцев В. (38), Малько (115).